# Luís Felipe Rios do Nascimento
Luis Felipe Rios do Nascimento mais conhecido como Luis Felipe Rios, professor pesquisador, graduado em Psicologia, mestrado em Antropologia pela Universidade Federal de Pernambuco (UFPE), e doutorado em Saúde Coletiva pela Universidade do Estado do Rio de Janeiro (UERJ). É professor Titular da Universidade Federal de Pernambuco. Atua como psicólogo e antropólogo nos seguintes temas homossexualidades, direitos sexuais, juventude e saúde sexual, HIV-AIDS e Religiões afro-brasileiras.

## Escritos
- Anna Paula Uziel, Luís Felipe Rios, Richard G Parker, "Construções da sexualidade: gênero, identidade e comportamento em tempos de aids", Pallas, 2004. ISBN: 8534703736
- Maria Cristina Pimenta, Luís Felipe Rios, Ivo Brito, Veriano Terto Junior e Richard Parker, Passagem Segura para a Vida Adulta:Oportunidades e Barreiras para a Saúde Sexual dos Jovens Brasileiros artigo pdf
- Luís Felipe Rios, "Lôce Lôce Metá Rê-Lê!:Homossexualidade e transe(tividade) de gênero no Candomblé de Nação"
- Maria do Carmo Tinôco Brandão, Luís Felipe Rios do Nascimento,  Catimbo-Jurema